# 장명한
장명한(張明翰, 1957년 8월 3일~2024년 1월 5일)은 대한민국의 바둑 기사이다.

## 약력
부산 출신으로 전국아마 최고위전에서 2위, 세실배 전국아마추어 바둑선수권대회에서 4위로 입선했고 1992년 프로바둑에 입단했다. 1997년 3단을 거쳐 2003년 4단으로 승단했다. 2005년 제5기 잭필드배 프로시니어기전 본선에 진출했다. 2006년 5단을 거쳐 2013년 2월에 6단으로 승단하였다. 2014년 지지옥션배 본선에 진출했다. 2017년과 2018년 시니어바둑리그에 KH에너지 팀 선수로 참가하여 우승을 차지했다. 2024년 1월 5일 오전 5시에 별세했다.